# Tournoi de tennis junior Orange Bowl
Pour les articles homonymes, voir Orange Bowl.
L'Orange Bowl (officiellement Orange Bowl International Tennis Championship) est un tournoi de tennis junior, conjointement organisé par l'ITF et l'United States Tennis Association. Il se joue chaque année depuis 1947, en décembre, dans le comté de Miami-Dade en Floride.
Il faut distinguer :
- l'épreuve réservée aux joueurs de dix ans minimum à quatorze ans, appelée Junior Orange Bowl ;
- l'épreuve principale est ouverte à des jeunes plus confirmés, en général de quinze à dix-huit ans (au minimum treize ans). Classée grade A par l'ITF, elle constitue l'un des tournois les plus relevés après les quatre tournois du Grand Chelem junior.

## Histoire

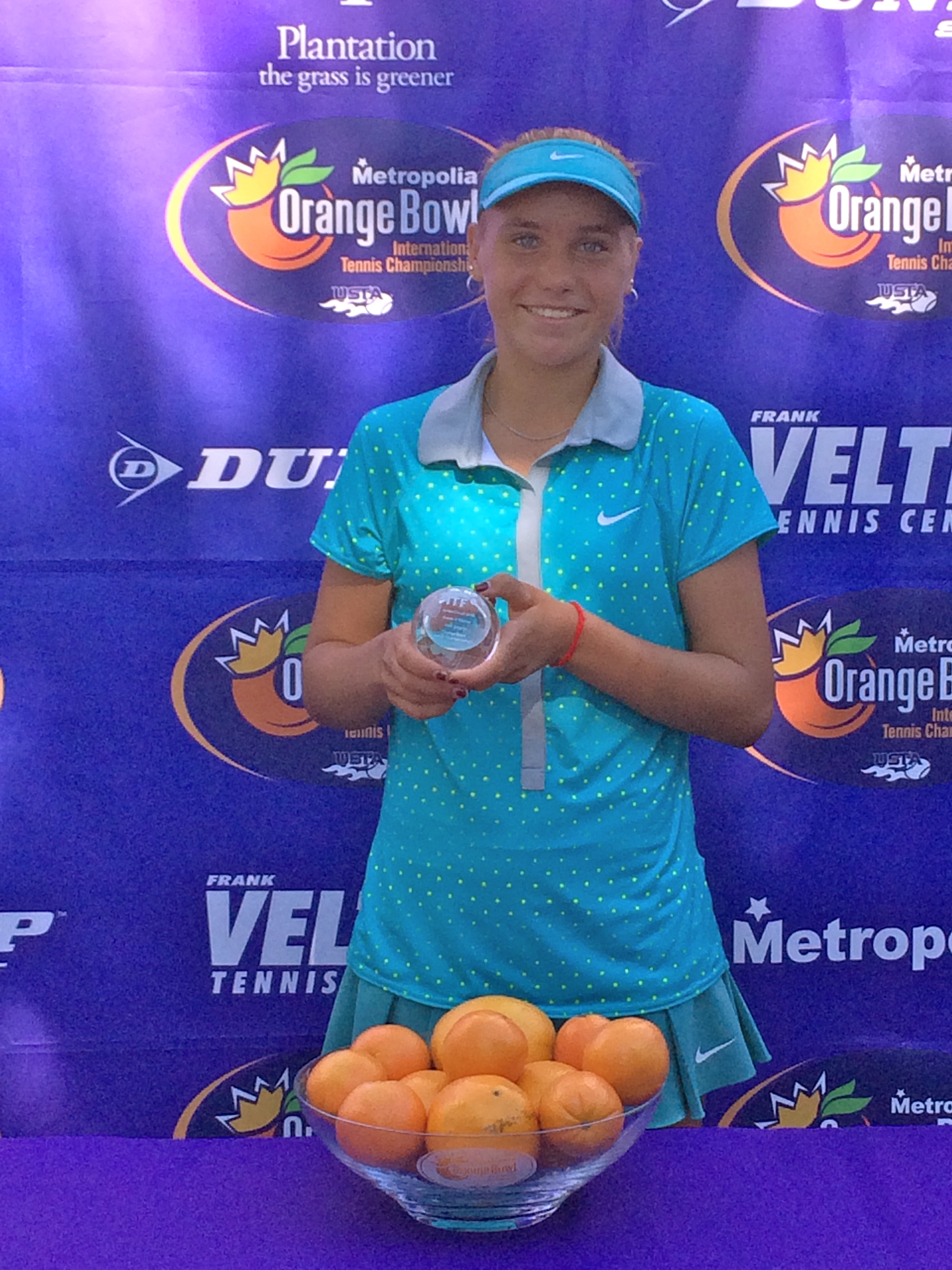
Sofia Kenin lors de sa victoire en 2014.

Le tournoi a été créé en 1947 avec deux catégories d'âge pour les garçons et les filles. Une troisième catégorie (13 ans et moins) est ajoutée dès 1948 chez les garçons et en 1951 chez les filles. Il se joue sur terre battue au Flamingo Tennis Center à Miami Beach jusqu'en 1998.
C'est en 1962 que le Junior Orange Bowl est officiellement créé avec une réorganisation des catégories d'âge (18 ans et moins, 16 ans et moins, 14 ans et moins) et la création d'une quatrième catégorie pour les jeunes de 12 ans et moins. Il regroupe les deux catégories d'âge les plus jeunes, il se déroule sur plusieurs sites autour de l'université de Miami à Coral Gables et se joue principalement sur dur. La catégorie des moins de 13 ans est supprimée en 1989 et est réintroduite au programme de l'édition 1998.
En 1999, le tournoi principal déménage à Key Biscayne au Tennis Center at Crandon Park, lieu du Masters de Miami et se joue alors sur dur pour la première fois depuis sa création.
Depuis 2011, l'épreuve principale se joue à nouveau sur terre battue en déménageant au Frank Veltri Tennis Center à Plantation.
Nombre de joueurs de classe internationale se sont illustrés à l'Orange Bowl, notamment de futurs numéros un mondiaux sur les circuits professionnels de la WTA et de l'ATP parmi lesquels : 
- chez les femmes : Chris Evert, Steffi Graf, Monica Seles, Justine Henin, Caroline Wozniacki ;
- chez les hommes : Jimmy Connors, Bjorn Borg, Ivan Lendl, John McEnroe, Mats Wilander, Jim Courier, Roger Federer, Andy Murray.

Mary Joe Fernández est la seule joueuse à avoir réussi l'exploit de remporter le tournoi dans les 4 catégories d'âge en 4 ans entre 1982 et 1985.
Billy Martin a également réussi cet exploit mais pas consécutivement (1969 à 1971 puis 2 titres dans la catégorie reine en 1973 et 1974). Le record de titres toutes catégories confondues est détenu par Peaches Bartkowicz avec 7 titres consécutifs dans trois catégories d'âge de 1960 à 1966.

## Palmarès

### Simple garçons
| Année | 18 ans et moins         | 15 ans et moins        | 13 ans et moins        |                       |
| ----- | ----------------------- | ---------------------- | ---------------------- | --------------------- |
| 1947  | Lew McMasters           | Dick Holroyd           | Pas de tournoi         |                       |
| 1948  | Tommy Boys              | Bobby Sierra           | Jerry Moss             |                       |
| 1949  | Gil Bogley              | Reynaldo Garrido       | Jerry Moss             |                       |
| 1950  | Jacque R. Grigry        | Al Harum               | Mike Green             |                       |
| 1951  | Sammy Giammalva         | Jerry Moss             | Donald Dell            |                       |
| 1952  | Ed Rubinoff             | Esteban Reyes          | Butch Buchholz         |                       |
| 1953  | Mike Green              | Jimmy Skogstad         | Butch Buchholz         |                       |
| 1954  | Allen Quay              | Butch Buchholz         | Ray Senkowski          |                       |
| 1955  | Mike Green              | Butch Buchholz         | Frank Froehling        |                       |
| 1956  | Carlos Fernandes        | Ray Senkowski          | Curtis Myers           |                       |
| 1957  | Chris Crawford          | Mike Neely             | Charlie Pasarell       |                       |
| 1958  | Ronald Barnes           | Clark Graebner         | Nicky Kalogeropoulos   |                       |
| 1959  | José Luis Arilla        | Charlie Pasarell       | George Seewagen        |                       |
| 1960  | William Lenoir          | Michael Belkin         | Marcello Lara          |                       |
| 1961  | Michael Belkin          | Shyam Minotra          | Alberto Carrero        |                       |
| Année | 18 ans et moins         | 16 ans et moins        | 14 ans et moins        | 12 ans et moins       |
| 1962  | Tony Roche              | Bill Harris            | Stanley Pasarell       | Mac Claflin           |
| 1963  | Thomaz Koch             | Charles Brainard       | Dick Stockton          | Dick Stockton         |
| 1964  | Marcello Lara           | Zan Guerry             | Dick Stockton          | Jimmy Connors         |
| 1965  | Ismail El Shafei        | Mac Claflin            | Eddie Dibbs            | Jeff Miller           |
| 1966  | Manuel Orantes          | Charles Owens          | Sandy Mayer            | Freddy DeJesus        |
| 1967  | Mike Estep              | Scott Davis            | Emilio Montaño         | Gene Mayer            |
| 1968  | Dick Stockton           | Guillermo Vilas        | John Whitlinger        | Billy Martin          |
| 1969  | Harold Solomon          | John Whitlinger        | Billy Martin           | Howard Schoenfield    |
| 1970  | Harold Solomon          | Billy Martin           | Hans Gildemeister      | Eddie Reese           |
| 1971  | Corrado Barazzutti      | Björn Borg             | Walter Lentz           | Van Winitsky          |
| 1972  | Björn Borg              | Hans Gildemeister      | Van Winitsky           | John Evert            |
| 1973  | Billy Martin            | Christophe Casa        | Blaine Willenborg      | Mark Mees             |
| 1974  | Billy Martin            | Van Winitsky           | Billy Nealson          | Alan Racko            |
| 1975  | Fernando Luna           | Bobby Berger           | Bruce Brescia          | Jim Pugh              |
| 1976  | John McEnroe            | Ivan Lendl             | Bruce Pompan           | Jimmy Brown           |
| 1977  | Ivan Lendl              | Scott Davis            | Roberto Argüello       | Robbie Weiss          |
| 1978  | Gabriel Urpi            | Thierry Tulasne        | Carlos Chalbalgoity    | Aaron Krickstein      |
| 1979  | Raúl Viver              | Mats Wilander          | José Fernández         | Bruno Orešar          |
| 1980  | Joakim Nyström          | Michael Kures          | Olivier Cayla          | Al Parker             |
| 1981  | Roberto Argüello        | Carlos Chalbalgoity    | Bruno Orešar           | Augustine Garrizzo    |
| 1982  | Guy Forget              | Stefan Edberg          | Kent Carlsson          | David Kass            |
| 1983  | Kent Carlsson           | Bruno Orešar           | Eduardo Valez          | Fritz Bissell         |
| 1984  | Ricky Brown             | Horst Skoff            | Nicolás Pereira        | Johan Alven           |
| 1985  | Claudio Pistolesi       | Arnaud Boetsch         | Nicklas Kulti          | Tommy Ho              |
| 1986  | Javier Sánchez          | Jim Courier            | Frank Salazar          | Jason Appel           |
| 1987  | Jim Courier             | Paul Dogger            | Tommy Ho               | Jimmy Jackson         |
| 1988  | Marc Rosset             | Fabrice Santoro        | Vincent Spadea         | B.J. Stearns          |
| 1989  | Fernando Meligeni       | Juan Garat             | Filip Kascak           | Pas de tournoi        |
| 1990  | Andreï Medvedev         | Àlex Corretja          | Magnus Norman          | Pas de tournoi        |
| 1991  | Marcelo Charpentier     | Gonzalo Corrales       | Jamie Delgado          | Pas de tournoi        |
| 1992  | Vincent Spadea          | Rene Nicklisch         | Tommy Haas             | Pas de tournoi        |
| 1993  | Albert Costa            | Mariano Zabaleta       | Jean-René Lisnard      | Pas de tournoi        |
| 1994  | Nicolás Lapentti        | Markus Hipfl           | Artem Derepasko        | Pas de tournoi        |
| 1995  | Mariano Zabaleta        | Dario Sciortino        | Olivier Rochus         | Pas de tournoi        |
| 1996  | Alberto Martín          | Julien Jeanpierre      | Paul-Henri Mathieu     | Pas de tournoi        |
| 1997  | Nicolás Massú           | Guillermo Coria        | Stéphane Bohli         | Pas de tournoi        |
| 1998  | Roger Federer           | Tommy Robredo          | Janko Tipsarević       | Dong Why-choi         |
| 1999  | Andy Roddick            | Giovanni Lapentti      | Wang Yeu-tzuoo         | Andy Murray           |
| 2000  | Todor Enev              | Brian Dabul            | Artem Sitak            | Dejan Katić           |
| 2001  | Robin Söderling         | Florin Mergea          | Clancy Shields         | Kim Cheong-eui        |
| 2002  | Brian Baker             | José Luis Muguruza     | Juan Martín del Potro  | Andrew Thomas         |
| 2003  | Márcos Baghdatís        | Donald Young           | Roberto Maytín         | Lazare Kukhalashvili  |
| 2004  | Timothy Neilly          | Emiliano Massa         | Ričardas Berankis      | Bernard Tomic         |
| 2005  | Robin Roshardt          | Georgi Rumenov-Payakov | Rhyne Williams         | Christian Harrison    |
| 2006  | Petru-Alexandru Luncanu | Grigor Dimitrov        | Bernard Tomic          | Reo Asami             |
| 2007  | Ričardas Berankis       | Bernard Tomic          | George Morgan          | Joseph Di Giulio      |
| 2008  | Yuki Bhambri            | Denis Kudla            | John Richmond          | Chung Hyeon           |
| 2009  | Gianni Mina             | Alexios Halebian       | Thien Nguyen           | Hong Seong-chan       |
| 2010  | George Morgan           | Laurent Lokoli         | Joshua Sapwell         | Michael Mmoh          |
| 2011  | Dominic Thiem           | Chung Hyeon            | Hong Seong-chan        | Artem Dubrivnyy       |
| 2012  | Laslo Djere             | Andrey Rublev          | Michael Mmoh           | Yshai Oliel           |
| 2013  | Frances Tiafoe          | Chung Yun-seong        | Axel Geller            | Juan Manuel Cerúndolo |
| 2014  | Stefan Kozlov           | Sam Riffice            | Yshai Oliel            | Borna Devald          |
| 2015  | Miomir Kecmanović       | Sebastián Báez         | Thiago Agustín Tirante | Wang Xiaofei          |
| 2016  | Miomir Kecmanović       | Steven Sun             | Bu Yunchaokete         | Victor Lilov          |
| 2017  | Hugo Gaston             | Nicholas Ionel         | Shintaro Mochizuki     | Lennon Jones          |
| 2018  | Otto Virtanen           | Pablo Llamas Ruiz      | Coleman Wong           | Rudy Quan             |
| 2019  | Thiago Agustín Tirante  | Daniel Rincón          | Nisesh Basavareddy     | Benjamin Gusic-Wan    |
| 2020  | Arthur Fils             | Jonah Braswell         | Pas de tournoi         | Pas de tournoi        |
| 2021  | Adolfo Daniel Vallejo   | Quang Duong            | Alejandro Arcila       | Svit Suljic           |
| 2022  | Gerard Campana Lee      | Naoya Honda            | Ivan Ivanov            | Dongjae Kim           |
| 2023  | Danil Panarin           | Dominick Modesjczuk    | Andrew Johnson         | Junseo Jang           |

### Simple filles
| Année | 18 ans et moins             | 15 ans et moins              | 13 ans et moins       |                     |
| ----- | --------------------------- | ---------------------------- | --------------------- | ------------------- |
| 1947  | Joan Johnson                | Joan Woodberry               | Pas de tournoi        |                     |
| 1948  | Melita Ramírez              | Toby Greenberg               | Pas de tournoi        |                     |
| 1949  | Elaine Lewicki              | Suzanne Herr                 | Pas de tournoi        |                     |
| 1950  | Toby Greenberg              | Meta Schroedel               | Pas de tournoi        |                     |
| 1951  | Karol Fageros               | Leigh Hay                    | Rosa Maria Reyes      |                     |
| 1952  | Karol Fageros               | Rosa Maria Reyes             | Phyllis Saganski      |                     |
| 1953  | Pat Shaffer                 | Pat White                    | Donna Floyd           |                     |
| 1954  | Marika Stock                | Sandra Lewis                 | Virginia Hess         |                     |
| 1955  | Mimi Arnold                 | Gwyneth Thomas               | Virginia Hess         |                     |
| 1956  | Mary Ann Mitchell           | Gail DeLozier                | Roberta Alison        |                     |
| 1957  | Maria Bueno                 | Frances Farrar               | Peachy Kellmeyer      |                     |
| 1958  | Carol Hanks                 | Carole Ann Prosen            | Mary Arfaras          |                     |
| 1959  | Sandy Warshaw               | Julie Heldman                | Vickie Holmes         |                     |
| 1960  | Carole Ann Prosen           | Stephanie Defina             | Peaches Bartkowicz    |                     |
| 1961  | Judy Alvarez                | Stephanie Defina             | Peaches Bartkowicz    |                     |
| Année | 18 ans et moins             | 16 ans et moins              | 14 ans et moins       | 12 ans et moins     |
| 1962  | Stephanie Defina            | Peaches Bartkowicz           | Susanna Selinger      | Ann Roberts         |
| 1963  | Peaches Bartkowicz          | Vicki Holmes                 | Carol Hunter          | Marjorie Gengler    |
| 1964  | Peaches Bartkowicz          | Carol Hunter                 | Connie Capozzi        | Nancy Ornstein      |
| 1965  | Peaches Bartkowicz          | Carol Hunter                 | Emily Fisher          | Karin Benson        |
| 1966  | Peaches Bartkowicz          | Linda Tuero                  | Karin Benson          | Plums Barkowicz     |
| 1967  | Patti Hogan                 | Karuka Sawamutsa             | Chris Evert           | Laurie Tennie       |
| 1968  | Patricia Montana            | Chris Evert                  | Laurie Fleming        | Jeanne Evert        |
| 1969  | Chris Evert                 | Laurie Fleming               | Andrea Menezes        | Lynn Epstein        |
| 1970  | Chris Evert                 | Sandy Stap                   | Jeanne Evert          | Shelia McInerney    |
| 1971  | Donna Ganz                  | Jeanne Evert                 | Lynn Epstein          | Sherry Acker        |
| 1972  | Donna Ganz                  | Robin Tenney                 | Zenda Leiss           | Anne White          |
| 1973  | Debbie Spence               | Zenda Leiss                  | Jennifer Balent       | Elise Burgin        |
| 1974  | Lynn Epstein                | Zenda Leiss                  | Laura Starr           | Shelly Solomon      |
| 1975  | Lynn Epstein                | Jennifer Balent              | Elise Burgin          | Andrea Jaeger       |
| 1976  | Marise Kruger               | Mary Lou Piatek              | Shelly Solomon        | Lori Kosten         |
| 1977  | Anne Smith                  | Hana Mandlíková              | Sunna Rojas           | Karen Seguso        |
| 1978  | Andrea Jaeger               | Michelle DePalmer            | Lori Kosten           | Kathy Rinaldi       |
| 1979  | Kathleen Horvath            | Pamela Casale                | Lillian Drescher      | Claire Evert        |
| 1980  | Susan Mascarin              | Barbara Bramblett            | Andrea Temesvári      | Kerri Rieter        |
| 1981  | Penny Barg                  | Raffaella Reggi              | Manuela Maleeva       | Steffi Graf         |
| 1982  | Carling Bassett             | Claudia Hernández            | Stephanie Rehe        | Mary Joe Fernandez  |
| 1983  | Debbie Spence               | Shawn Foltz                  | Mary Joe Fernandez    | Diane McKeon        |
| 1984  | Gabriela Sabatini           | Mary Joe Fernandez           | Caryn Moss            | Luanne Spadea       |
| 1985  | Mary Joe Fernandez          | Sybille Niox-Château         | Luanne Spadea         | Monica Seles        |
| 1986  | Patricia Tarabini           | Alexia Dechaume              | Laxmi Poruri          | Jennifer Capriati   |
| 1987  | Natalia Zvereva             | Florencia Labat              | Wang Shi-ting         | Magdalena Maleeva   |
| 1988  | Carrie Cunningham           | Sylvie Sabas                 | Nicole Hummel         | Chanda Rubin        |
| 1989  | Luanne Spadea               | Svetlana Komleva             | Marketa Kochta        | Pas de tournoi      |
| 1990  | Pili Pérez                  | Petra Kamstra                | Heike Rusch           | Pas de tournoi      |
| 1991  | Elena Likhovtseva           | Andrea Glass                 | Francesca Bentivoglio | Pas de tournoi      |
| 1992  | Barbara Mules               | Emanuela Sangiorgi           | Amélie Castéra        | Pas de tournoi      |
| 1993  | Angeles Montolio            | Stephy Halsell               | Karolina Jagieniak    | Pas de tournoi      |
| 1994  | Mariann Ramon               | Nathalie Dechy               | Jessica Lenhoff       | Pas de tournoi      |
| 1995  | Anna Kournikova             | Ana Alcázar                  | Katarina Srebotnik    | Pas de tournoi      |
| 1996  | Ana Alcázar                 | Elena Dementieva             | Justine Henin         | Pas de tournoi      |
| 1997  | Tina Pisnik                 | Lourdes Domínguez Lino       | Jelena Pandžić        | Pas de tournoi      |
| 1998  | Elena Dementieva            | Marta Marrero                | Melissa Torres        | Romina Oprandi      |
| 1999  | María José Martínez Sánchez | Raluca Ciochină              | Matea Mezak           | Tatiana Golovin     |
| 2000  | Vera Zvonareva              | Marion Bartoli               | Nicole Pitts          | Laura Siegemund     |
| 2001  | Vera Zvonareva              | Whitney Deason               | Shahar Peer           | Sesil Karatantcheva |
| 2002  | Vera Dushevina              | Charlène Vanneste            | Olga Govortsova       | Sharon Fichman      |
| 2003  | Nicole Vaidišová            | Alexa Glatch                 | Sorana Cîrstea        | Mallory Burdette    |
| 2004  | Jessica Kirkland            | Florencia Molinero           | Tamira Paszek         | Valeria Solovyeva   |
| 2005  | Caroline Wozniacki          | Oksana Kalashnikova          | Viktoriya Kamenskaya  | Anna Orlik          |
| 2006  | Nikola Hofmanova            | Allie Will                   | Anna Orlik            | Jessica Ren         |
| 2007  | Michelle Larcher de Brito   | Lilly Kimbell                | Iveta Dapkulė         | Madison Keys        |
| 2008  | Julia Boserup               | Chanelle Van Nguyen          | Lee So-ra             | Indy de Vroome      |
| 2009  | Gabriela Dabrowski          | Breaunna Addison             | Yuki Chiang           | Françoise Abanda    |
| 2010  | Lauren Davis                | Allie Kiick                  | Brooke Austin         | Nicole Frenkel      |
| 2011  | Anett Kontaveit             | Erin Routliffe               | Katerina Stewart      | Claire Liu          |
| 2012  | Ana Konjuh                  | Gloria Liang                 | Maia Lumsden          | Abigail Desiatrikov |
| 2013  | Varvara Flink               | Charlotte Robillard-Millette | Claire Liu            | Tyra Black          |
| 2014  | Sofia Kenin                 | Bianca Andreescu             | Anastasia Potapova    | Whitney Osuigwe     |
| 2015  | Bianca Andreescu            | María Carlé                  | Marta Kostyuk         | Daria Lopatetska    |
| 2016  | Kaja Juvan                  | Katie Volynets               | Alexa Noel            | Cori Gauff          |
| 2017  | Whitney Osuigwe             | Katriin Saar                 | Elvina Kalieva        | Linda Fruhvirtová   |
| 2018  | Cori Gauff                  | Madison Sieg                 | Melisa Ercan          | Clervie Ngounoue    |
| 2019  | Robin Montgomery            | Ashlyn Krueger               | Stephanie Yakoff      | Mirra Andreeva      |
| 2020  | Ashlyn Krueger              | Valeria Ray                  | Pas de tournoi        | Pas de tournoi      |
| 2021  | Petra Marčinko              | Kate Kim                     | Iva Jovic             | Lia Belibova        |
| 2022  | Mayu Crossley               | Alexis Nguyen                | Adelina Lachinova     | Christina Lyutova   |
| 2023  | Hannah Klugman              | Leena Friedman               | Jana Kovackova        | Daniel Baranes      |